# Sanctuaire pour animaux de ferme

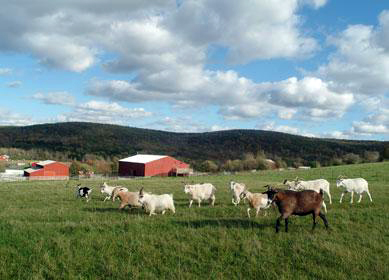
Le refuge de l'association Farm Sanctuary (État de New York) accueille de nombreuses chèvres.

Un sanctuaire pour animaux de ferme est un type de refuge animalier dans lequel des animaux de production sont recueillis pour passer le reste de leur vie. Ce type de sanctuaire, en tant qu'espace de non-exploitation, est aussi un terrain d'expérimentation pour de nouvelles formes de relations entre des humains et des animaux domestiques d'espèces traditionnellement exploitées pour les denrées alimentaire qu'elles produisent. Il est parfois appelé sanctuaire antispéciste ou sanctuaire végane.  
Contrairement aux autres types de refuges pour animaux, les sanctuaires pour animaux de ferme ne cherchent généralement pas à placer les animaux ailleurs, ils s'occupent de protéger chaque animal jusqu'à sa mort. Cependant, dans certains cas, des animaux peuvent y être en résidence temporaire jusqu'à ce qu'un foyer leur soit trouvé tandis que les autres animaux y sont des résidents permanents. La mission des sanctuaires est généralement d'être des refuges où les animaux reçoivent des soins. Ils ne sont ni achetés, ni vendus, ni échangés, ni exploités. Les animaux ont la possibilité de s'y exprimer le mieux possible dans un environnement protecteur.

## Aperçu
Historiquement, les sanctuaires pour animaux de ferme ont été créés pour servir de lieux de refuge pour des animaux sauvés de l'élevage industriel ou de l'abattoir.
La plupart des sanctuaires ne sont pas financés par le gouvernement et sont généralement à but non lucratif. L'aide publique est acceptée par les sanctuaires sous forme de bénévolat, de contributions monétaires, de dons de nourriture et de matériel et, dans certains cas, d'adoption.
L'une des missions les plus importantes des sanctuaires, au-delà des soins aux animaux, est l'éducation du public. Le but de nombreux sanctuaires est de changer la façon dont les humains pensent et traitent les animaux non humains.
Les refuges pour animaux de ferme fournissent des soins, un abri et une défense des espèces animales exploités telles que les poules, les vaches, les chèvres, les poissons, les chevaux, les cochons, les dindes et les moutons. Ce type de sanctuaire a vu le jour avec Gene Baur, le cofondateur de Farm Sanctuary, premier sanctuaire pour animaux de ferme aux États-Unis qui a ouvert ses portes en 1986. La mission des sanctuaires est généralement d'être des refuges sûrs, où les animaux reçoivent les meilleurs soins possibles. Les animaux ne sont ni achetés, ni vendus, ni échangés, ni exploités. Les animaux résidents ont la possibilité de se comporter le mieux possible dans un environnement protecteur. 
Les points de débat pour ces sanctuaires peuvent concerner l'intervention humaine en matière de stérilisation des animaux et de ségrégation des espèces.
Des altruistes efficaces ont critiqué l'efficacité de la capacité de ces sanctuaires à réduire la souffrance animale, comme le montre « l'arithmétique de la compassion », une mesure utilitariste de plaidoyer qui applique des formules mathématiques pour réduire le plus de souffrance possible à la lumière des vies individuelles. Jon Bockman d'Animal Charity Evaluators, déclare, " dépenser trop de ressources sur le sauvetage direct entraîne moins d'argent consacré à l'éducation et un impact global plus faible sur l'aide aux animaux, et tous les défenseurs devraient tenir compte de cette préoccupation lorsqu'ils décident de la meilleure façon d'aider les animaux". Si certains refuges très médiatisés qui montrent la personnalité des animaux peuvent avoir un fort impact culturel avec des ressources limitées, soutenir la multiplication de refuges implique des ressources importantes pour un impact plus limité.

### Modèles
Les philosophes Sue Donaldson et Will Kymlicka ont décrit deux modèles différents de sanctuaires pour animaux de ferme. Ils distinguent un modèle de refuge et de plaidoyer et un modèle de communauté intentionnelle. Ces deux modèles diffèrent sur un certain nombre de points, notamment leurs objectifs, leurs façons de prendre des décisions, les rôles des humains et des animaux ainsi que leur relation avec la société. Ils constituent un cadre d'analyse des pratiques de ces sanctuaires, mais dans la réalité les sanctuaires se situent sur un continuum entre ces deux modèles, présentant souvent des caractéristiques des deux modèles à des degrés divers.

#### Modèle de refuge et de plaidoyer
Ce modèle est celui des premiers sanctuaires qui ont vu le jour et c'est de loin le modèle le plus courant jusque dans les années 2010. Les animaux sauvés y vivent leur vie dans la sécurité et le confort, et servent également d'ambassadeurs auprès du public pour le sensibiliser à la condition des animaux des mêmes espèces qui restent exploités pour l'alimentation humaine.
Six caractéristiques de ce modèle se dégagent :
- le devoir de soins : fournir un environnement sûr aux animaux et faire passer leurs besoins et leur sécurité en priorité,
- le soutien à l'épanouissement : fournir un environnement permettant aux animaux d'adopter les comportements considérés comme naturels pour leur espèce,
- la reconnaissance de l'individualité : considérer les animaux comme des personnalités avec leurs propres besoins, désirs et relations,
- la non-exploitation : éviter l'utilisation, la vente ou toute autre activité commerciale impliquant les animaux résidents,
- la non-perpétuation : empêcher les animaux de se reproduire afin de consacrer les ressources au sauvetage des animaux déjà existants,
- la sensibilisation et le plaidoyer : sensibiliser le public à la sentience des animaux et à la cruauté de l'élevage.

#### Modèle de communauté intentionnelle
Le modèle de communauté intentionnelle s'attache à combler les défauts et limites du modèle de sanctuaire classique de refuge et de plaidoyer, tant en termes de messages qu'il communique aux visiteurs humains que des libertés qu'il offre à ses résidents animaux. Ce modèle constitue une opportunité de créer une société inter-espèces nouvelle et partagée. Dans ce modèle de sanctuaire pour animaux de ferme, les résidents ne sont pas seulement des réfugiés et des ambassadeurs, ils sont des citoyens qui ont la liberté de créer un nouveau monde social.
Il se concentre sur la création d'un mouvement qui comprend un éventail de problèmes spécistes tels que le développement de soins vétérinaires pour animaux d'élevage qui existent en dehors des pratiques standard visant à répondre aux intérêts agricoles des animaux.
Six caractéristiques peuvent être dégagées pour ce modèle de communauté intentionnelle :
- l'appartenance à la communauté : les animaux ne sont pas des captifs, des patients, des visiteurs ou des réfugiés, mais des résidents et des membres permanents du sanctuaire qui est leur foyer,
- l'absence de relations hiérarchiques fixes : au lieu d'une séparation entre les humains soignants et les animaux bénéficiaires des soins, les relations sociales sont diverses, multiples, fluides et égalitaires,
- l'autodétermination : les animaux sont soutenus dans un environnement ouvert et le moins restrictif possible pour explorer différentes manières de vivre et de contribuer,
- la citoyenneté : les animaux résidents ne sont pas des protégés passifs, mais des citoyens actifs qui ont le droit de s'exprimer sur ce qui les concerne (la façon dont ils vont vivre, où ils vont vivre, avec qui ils vont s'associer, etc.)
- l'agentivité dépendante : afin de pouvoir s'autodéterminer et d'être des citoyens actifs, les animaux dépendent de l'aide des humains, ils exercent donc une forme d'agentivité dépendante (mise en œuvre par le biais d'une relation avec les humains qui sont sensibles à ce qu'ils communiquent sur leurs besoins et leurs désirs).
- les choix échafaudés : cette agentivité dépendante doit être échafaudée grâce à des activités, des expériences et des moments d'apprentissage qui sont progressivement introduits de manière à permettre aux animaux de s'appuyer sur ce qu'ils savent déjà et sur ce qu'ils pourraient vouloir savoir de manière intelligible.

Ces caractéristiques adressent certaines des critiques du modèle classique de refuge et de plaidoyer en ancrant les pratiques du sanctuaire dans l'agentivité animale et en élargissant les frontières géographiques où les animaux peuvent vivre. L'expansion des zones géographiques dans lesquelles se trouvent les animaux d'élevage sert de correctif à la formation d'amitiés entre les humains et les animaux d'élevage.
Par exemple, on retrouve ce modèle dans le mouvement microsanctuaire lancé par Rosemary et Justin Van Kleeck,. Ce mouvement encourage les citadins à secourir les animaux de production afin d'élargir le nombre d'espèces considérées comme des animaux de compagnie. De même, Darren Chang, cofondateur du Riverdale Farm Sanctuary Project a lancé une campagne pour transformer une ferme urbaine de Toronto en un sanctuaire.
En allant au-delà des rôles traditionnels du sanctuaire pour les animaux d'élevage, ce modèle de sanctuaire peut également être compris comme jouant un rôle politique dans la transformation de la vie politique et spatiale des animaux résidents et de leurs espèces, montrant ainsi une voie vers un avenir moins spéciste.
Pour Donaldson et Kymlicka, si les sanctuaires pour animaux de ferme continuent à traiter les animaux accueillis comme leurs protégés et non comme des citoyens, ils risquent de renforcer les idéologies qu'ils essaient de défaire en ce qui concerne la séparation entre humains et animaux, les normes des espèces et l'agentivité des animaux.